# Казимир Галімурка
Казимир Галімурка (нар.7 лютого 1959 Самбір, УРСР) — український релігійний діяч, декан Івано-Франківського деканату Римо-Католицької Церкви в Україні.

## Біографія
Народився 7 лютого 1959 року, в містечку Самбіл, Львівської області, УРСР. Закігчив школу в місті Самбір.
31 травня 1987 року в місті Рига відбулись свячення, був рукоположений. Цього ж року призначений вікарієм в місті Єлгава, Латвійська РСР. В 1988 році переведений в Київ, Українська РСР, вікарій Києва до 1989.
В 1989 році переїхав до Івано-Франківська, настоятель храму після відновлення діяльності Римо-Католицької Церкви в УРСР.
З 1996 до 1997 року економ у Вищій Духовній Семінарії м.Брюховичі. З 1997 року до 2008 віце-ректор Вищої Духовної Семінарії.
З 2010 року настоятель костелу м.Яремче. В 2010 році призначений деканом Івано-Франківського деканату РКЦ в Україні.

## Відзнаки
1993-Expositorium Canonicale
1994-Почесний Канонік Львівського Митрополичого Капітулу